# Europawahl 2009
| ←2004 Europawahl 2009 2014→                                                                                                  | ←2004 Europawahl 2009 2014→ | ←2004 Europawahl 2009 2014→     | ←2004 Europawahl 2009 2014→ | ←2004 Europawahl 2009 2014→ |
| --- | --------------------------- | ------------------------------- | --------------------------- | --------------------------- |
| Sitzverteilung nach Fraktionen bei Konstituierung (Gewinne/Verluste im Vergleich zum Ende der vorherigen Legislaturperiode): |                             |                                 |                             |                             |
| | EVP                         | Christdemokraten, Konservative  | 265                         | -23                         |
| | SOZ                         | Sozialdemokraten, Sozialisten   | 184                         | -33                         |
| | ALDE                        | Liberale, Zentristen            | 84                          | -16                         |
| | EKR                         | Konservative, EU-Skeptiker      | 55                          | neu                         |
| | G/EFA                       | Grüne, Regionalisten            | 55                          | +12                         |
| | VEL/NGL                     | Linke, Sozialisten, Kommunisten | 35                          | -06                         |
| | EFD                         | EU-Skeptiker, Rechte            | 32                          | neu                         |
| | Fraktionslose               | Fraktionslose                   | 26                          | -03                         |
| Summe | Summe                       | Summe                           | 736                         | -49                         |

Die Europawahl 2009 war die siebte Direktwahl zum Europäischen Parlament und fand zwischen dem 4. und 7. Juni 2009 statt. Es war die erste Europawahl, an der alle 27 Mitgliedstaaten der 2007 erweiterten Europäischen Union teilnahmen. Die christdemokratisch-konservative Europäische Volkspartei (EVP) konnte sich dabei als stärkste Partei behaupten, während die Sozialdemokratische Partei Europas (SPE) deutliche Verluste erlitt. Die größten Zugewinne erfuhr die Europäische Grüne Partei (EGP). In mehreren Ländern konnten auch EU-skeptische und rechtsextreme Parteien Erfolge verbuchen.

## Wahltermin, Wahlmodus und Anzahl der Sitze

Logo zur Europawahl am 7. Juni 2009

Die Europawahl fand getrennt in allen Mitgliedstaaten der Europäischen Union statt. Es galten jeweils nationalstaatliche Wahlgesetze, die jedoch gemäß dem „Akt zur Einführung allgemeiner unmittelbarer Wahlen der Abgeordneten des Europäischen Parlaments“ (sog. Direktwahlakt, zuletzt geändert am 23. September 2002) bestimmten europarechtlichen Rahmenvorgaben genügen mussten. Gewählt wurden nationale Parteien, welche sich dann im Europäischen Parlament je nach politischer Orientierung zusammenschlossen. Auch die Feststellung der Wahlergebnisse war Aufgabe der einzelnen Mitgliedstaaten, die Europäische Union selbst veröffentlichte nur eine Zusammenfassung davon.
Nach dem Europawahlrecht hatte jeder Mitgliedstaat eine feste Anzahl von Sitzen, wobei nach dem Prinzip der degressiven Proportionalität größere Staaten grundsätzlich jeweils mehr Sitze hatten als kleinere Staaten, kleinere Staaten aber mehr Sitze pro Einwohner als größere. In jedem Mitgliedstaat gab es eigene nationale Wahllisten, auf denen allerdings auch Bürger anderer EU-Staaten antreten konnten, sofern sie in dem betreffenden Land ihren Wohnsitz hatten. Gesamteuropäische, staatenübergreifende politische Listen sind im Europawahlrecht bislang nicht vorgesehen; erste Ansätze boten bei der Europawahl 2009 die Partei Libertas sowie die Vereinigung Newropeans, die jeweils in mehreren Mitgliedstaaten unter demselben Namen antraten. (Zu den jeweiligen Wahlen in den Einzelstaaten siehe die Einzelartikel zur Europawahl.)

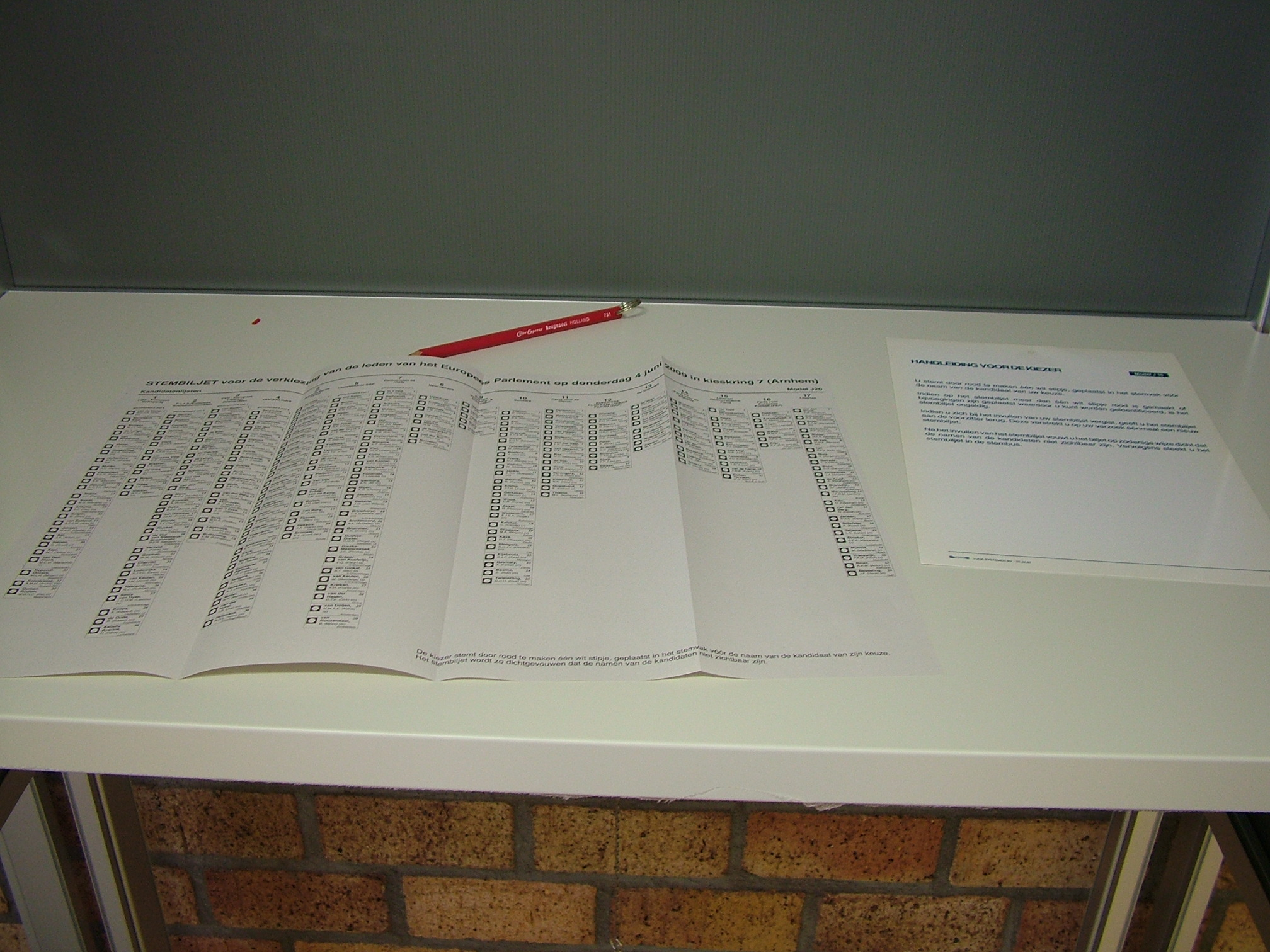
Wahlkabine in den Niederlanden am 4. Juni; zum ersten Mal seit langem wurde nicht mit den umstrittenen Wahlcomputern gewählt. Man konnte landesüblich seine Stimme einer beliebigen Person einer Liste geben.

Der genaue Abstimmungstermin folgte den jeweiligen Traditionen in den einzelnen Staaten: In Deutschland, Österreich und anderen Ländern, in denen üblicherweise sonntags gewählt wird, fand die Wahl am Sonntag, dem 7. Juni, statt. In Großbritannien und den Niederlanden wurde dagegen bereits am Donnerstag, dem 4. Juni, gewählt, in Irland am 5. Juni, in Tschechien am 5. und 6. Juni, in der Slowakei, Zypern, Lettland und Malta am 6. Juni, in Italien am 6. und 7. Juni. Amtliche Ergebnisse durften jedoch in allen Ländern erst ab Sonntagabend um 22 Uhr bekannt gegeben werden, als in allen Mitgliedstaaten die Wahllokale geschlossen waren. Das neu gewählte Parlament trat am 14. Juli 2009 zu seiner konstituierenden Sitzung zusammen.
Wahlberechtigt waren alle Unionsbürger, wobei die Altersgrenze, ab der gewählt werden durfte, je nach Land unterschiedlich sein konnte. So durften in Österreich erstmals auch 16- und 17-Jährige wählen, wodurch es dort zirka 5 % mehr Wahlberechtigte gab. Unionsbürger, die in einem anderen EU-Mitgliedstaat lebten, konnten entweder in ihrem Herkunftsland oder im Land ihres Wohnsitzes wählen; auch Bürger mit der Staatsangehörigkeit mehrerer Länder konnten sich aussuchen, in welchem dieser Länder sie wählen wollten.
Als Wahlsystem war dem Direktwahlakt zufolge in allen Ländern das Verhältniswahlrecht festgelegt, die Sperrklausel betrug maximal fünf Prozent. Die genaue Ausgestaltung konnte jedoch von Land zu Land verschieden sein: In einigen Ländern (zum Beispiel Deutschland) konnte nur eine Stimme für eine Liste vergeben werden, in anderen konnten mehrere Stimmen verteilt (Irland, Luxemburg) und/oder die Reihenfolge auf einer Liste geändert werden (Österreich). In Großbritannien, Frankreich, Irland, Italien, Belgien und Polen gab es mehrere Wahlkreise, in allen anderen Ländern jeweils nur einen landesweiten Wahlkreis.
Gemäß dem Vertrag von Nizza (in der durch den Beitrittsvertrag Rumäniens und Bulgariens zuletzt angepassten Version) wurde zur Europawahl 2009 die Gesamtzahl der Mitglieder des Europaparlaments von bisher 785 auf 736 reduziert; durch den Vertrag von Lissabon wurde die Zahl auf 751 festgelegt. Für den – letztlich eingetretenen – Fall, dass der Vertrag von Lissabon während der Wahlperiode 2009–2014 in Kraft treten würde, wurden vor der Wahl Übergangsbestimmungen getroffen, denen zufolge die Zahl der Europaparlamentarier aus denjenigen Staaten, die nach dem Vertrag von Lissabon mehr Abgeordnete stellen durften, entsprechend erhöht werden sollte. Zu diesen Ländern zählte auch Österreich, dessen Abgeordnetenzahl durch den Vertrag von Lissabon von 17 auf 19 stieg. Deutschland als das einzige Land, welches (drei) Sitze verlieren würde, konnte alle 2009 gewählten 99 Abgeordneten bis zu den nächsten Europawahlen behalten. Das Parlament sollte somit vorübergehend auf 754 Mitglieder wachsen.
Die Art, wie die zusätzlichen Parlamentarier ernannt werden, blieb jedem betroffenen Mitgliedstaat selbst überlassen. Er konnte die zusätzlichen Mandate entweder anhand der Ergebnisse der Europawahl, anhand von bei Inkrafttreten des Vertrages anberaumten Ad-hoc-Wahlen oder durch Ernennung durch das nationale Parlament vergeben. Sofern die zusätzlichen Europaabgeordneten bereits bei der Europawahl 2009 gewählt wurden, erhielten sie zunächst einen Beobachterstatus im Parlament, sodass sie an allen Sitzungen teilnehmen konnten, aber kein Stimmrecht hatten.
| Mitgliedstaat          | bisher | 2009 | Lissabon | Wahltag    |
| ---------------------- | ------ | ---- | -------- | ---------- |
| Belgien                | 24     | 22   | 22       | 7. Juni    |
| Bulgarien              | 18     | 17   | 18       | 7. Juni    |
| Deutschland            | 99     | 99   | 96       | 7. Juni    |
| Dänemark               | 14     | 13   | 13       | 7. Juni    |
| Estland                | 6      | 6    | 6        | 7. Juni    |
| Finnland               | 14     | 13   | 13       | 7. Juni    |
| Frankreich             | 78     | 72   | 74       | 7. Juni    |
| Griechenland           | 24     | 22   | 22       | 7. Juni    |
| Irland                 | 13     | 12   | 12       | 5. Juni    |
| Italien                | 78     | 72   | 73       | 6./7. Juni |
| Lettland               | 9      | 8    | 9        | 6. Juni    |
| Litauen                | 13     | 12   | 12       | 7. Juni    |
| Luxemburg              | 6      | 6    | 6        | 7. Juni    |
| Malta                  | 5      | 5    | 6        | 6. Juni    |
| Niederlande            | 27     | 25   | 26       | 4. Juni    |
| Österreich             | 18     | 17   | 19       | 7. Juni    |
| Polen                  | 54     | 50   | 51       | 7. Juni    |
| Portugal               | 24     | 22   | 22       | 7. Juni    |
| Rumänien               | 35     | 33   | 33       | 7. Juni    |
| Schweden               | 19     | 18   | 20       | 7. Juni    |
| Slowakei               | 14     | 13   | 13       | 6. Juni    |
| Slowenien              | 7      | 7    | 8        | 7. Juni    |
| Spanien                | 54     | 50   | 54       | 7. Juni    |
| Tschechien             | 24     | 22   | 22       | 5./6. Juni |
| Ungarn                 | 24     | 22   | 22       | 7. Juni    |
| Vereinigtes Königreich | 78     | 72   | 73       | 4. Juni    |
| Zypern                 | 6      | 6    | 6        | 6. Juni    |
| Gesamt:                | 785    | 736  | 751      |            |

## Wahlwerbende Parteien und Parteienverbände
Da die Europawahlen in den einzelnen Mitgliedstaaten getrennt mit jeweils nationalen Listen stattfanden, unterschieden sich die zu den Europawahlen angetretenen Parteien von Land zu Land; auf den Wahlvorschlägen erschienen die dem Wähler vertrauten nationalen Parteien. Auf EU-Ebene haben sich jedoch die Parteien mit ähnlicher politischer Ausrichtung zu europaweiten Bündnissen, den europäischen Parteien, zusammengeschlossen, die auch die Grundlage der Fraktionen im Europaparlament bilden. Die meisten dieser europäischen Parteienverbände arbeiteten vor der Wahl gemeinsame Wahlprogramme aus; allerdings stellten in vielen Ländern zusätzlich auch die nationalen Mitgliedsparteien eigene Europaprogramme vor.
Folgende Tabelle führt (geordnet nach der Größe der Fraktionen, die teilweise mehrere Europaparteien sowie auch assoziierte Abgeordnete ohne Europapartei umfassen) die europäischen Parteienbündnisse mit ihren jeweiligen deutschen, österreichischen und luxemburgischen Mitgliedsparteien auf, die in der Legislaturperiode 2004–2009 im Europaparlament vertreten waren. Die Listen, die 2009 in den einzelnen Mitgliedstaaten antraten, finden sich in den Hauptartikeln zu den einzelnen Ländern (siehe den Abschnitt Wahlsysteme und Wahlergebnisse der einzelnen Länder).
| Fraktion     | Abgeordnete (2004–2009) | Europäische Parteien                                                                          | Europäische Parteien                 | Nationale Mitgliedsparteien mit Abgeordneten 2004–2009 | Nationale Mitgliedsparteien mit Abgeordneten 2004–2009 | Nationale Mitgliedsparteien mit Abgeordneten 2004–2009 |
| Fraktion     | Abgeordnete (2004–2009) | Name (Abgeordnete 2004–2009)                                                                  | Ausrichtung                          | Deutschland                                            | Österreich                                             | Luxemburg                                              |
| ------------ | ----------------------- | --------------------------------------------------------------------------------------------- | ------------------------------------ | ------------------------------------------------------ | ------------------------------------------------------ | ------------------------------------------------------ |
| EVP/ED       | 288                     | Europäische Volkspartei (EVP, 228)                                                            | christlich-demokratisch, konservativ | CDU (40), CSU (9)                                      | ÖVP (6)                                                | CSV (3)                                                |
| EVP/ED       | 288                     | Europäische Demokraten (ED, 39), großteils zugleich Bewegung für Europäische Reform (MER, 35) | konservativ                          | —                                                      | —                                                      | —                                                      |
| SPE          | 217                     | Sozialdemokratische Partei Europas (SPE, 196)                                                 | sozialdemokratisch, sozialistisch    | SPD (23)                                               | SPÖ (7)                                                | LSAP (1)                                               |
| ALDE         | 100                     | Europäische Liberale, Demokratische und Reformpartei (ELDR, 72)                               | liberal                              | FDP (7)                                                | LiF/JuLi (1)                                           | DP (1)                                                 |
| ALDE         | 100                     | Europäische Demokratische Partei (EDP, 29)                                                    | zentristisch                         | —                                                      | —                                                      | —                                                      |
| UEN          | 44                      | Allianz für das Europa der Nationen (AEN, 39)                                                 | nationalkonservativ, europaskeptisch | —                                                      | —                                                      | —                                                      |
| Grüne/EFA    | 43                      | Europäische Grüne Partei (EGP, 35)                                                            | grün                                 | Grüne (13)                                             | Grüne (2)                                              | Grüne (1)                                              |
| Grüne/EFA    | 43                      | Europäische Freie Allianz (EFA, 4)                                                            | Regionalparteien                     | —                                                      | —                                                      | —                                                      |
| Grüne/EFA    | 43                      | Nordisch grün-linke Allianz (NGL, 1)                                                          | sozialistisch, grün                  | —                                                      | —                                                      | —                                                      |
| GUE/NGL      | 41                      | Europäische Linke (EL, 38)                                                                    | links, sozialistisch                 | Linke (7)                                              | —                                                      | —                                                      |
| GUE/NGL      | 41                      | Nordisch grün-linke Allianz (NGL, 2)                                                          | sozialistisch, grün                  | —                                                      | —                                                      | —                                                      |
| IND/DEM      | 22                      | EUDemokraten (EUD, 6)                                                                         | europaskeptisch, konföderalistisch   | —                                                      | —                                                      | —                                                      |
| IND/DEM      | 22                      | Libertas (3)                                                                                  | europaskeptisch                      | —                                                      | —                                                      | —                                                      |
| IND/DEM      | 22                      | Europäische Christliche Politische Bewegung (ECPB, 1)                                         | christlich                           | —                                                      | —                                                      | —                                                      |
| fraktionslos | 31                      |                                                                                               |                                      | —                                                      | FPÖ (1), Liste Dr. Martin (1)                          | —                                                      |

## Politisches Vorfeld der Wahl 2009

### Ratifizierungskrise des Vertrags von Lissabon
Nach dem ursprünglich vorgesehenen Zeitplan sollte der Vertrag von Lissabon, mit dem das politische System der Europäischen Union reformiert wird, zum 1. Januar 2009 in Kraft treten; die Europawahlen 2009 wären somit die ersten Wahlen nach dem neuen Vertrag gewesen. Aufgrund der Ablehnung des Vertrags von Lissabon in einem Referendum in Irland am 12. Juni 2008 scheiterte jedoch die rechtzeitige Ratifizierung, sodass die Wahl nach dem im Vertrag von Nizza vorgesehenen Modus stattfand.
Kandidaten verschiedener Parteien, etwa der Europäischen Linken oder der neu gegründeten Libertas, hatten angekündigt, den Vertrag von Lissabon auch zu einem zentralen Wahlkampfthema zu machen. Allerdings war der Ratifizierungsprozess eine innerstaatliche Angelegenheit der Mitgliedstaaten, auf den das Europäische Parlament keinen formalen Einfluss besaß. Es konnte hierzu lediglich eine rechtlich unverbindliche Resolution fassen; bereits im Februar 2008 hatte es eine Ratifizierung des Vertrags empfohlen. Das Ergebnis der Europawahl 2009 konnte also keine direkten Auswirkungen auf den weiteren Ratifizierungsprozess haben. Tatsächlich spielte dieser auch im Wahlkampf in allen Ländern nur eine untergeordnete Rolle.

### Wahlprogramme und Personalentscheidungen der europäischen Parteien
Wie bereits bei vorherigen Europawahlen richtete sich der Wahlkampf vor allem an Fragen der nationalen Politik der einzelnen Mitgliedstaaten aus, statt die Europapolitik selbst zum Inhalt zu haben. Um dem entgegenzuwirken, arbeiteten mehrere der europäischen politischen Parteien erstmals gemeinsame europaweite Programme aus. Diese wurden von den Liberalen (ELDR) am 31. Oktober, von der Europäischen Linken (EL) am 29. November 2008, von den Sozialdemokraten (SPE) am 1. Dezember, von den Christdemokraten (EVP) am 30. Januar 2009 und von den Grünen (EGP) am 28. März 2009 vorgestellt. Bei der Europawahl 2004 hatte nur die EGP als erste europäische Partei ein gemeinsames Wahlprogramm vorgelegt und eine länderübergreifend einheitliche Wahlkampagne geführt, allerdings nicht in allen Mitgliedstaaten. Trotz der europaweiten Wahlmanifeste drehte sich der Wahlkampf jedoch auch 2009 wieder vor allem um nationale Themen.
Auch gelang es keiner der beiden großen Parteien EVP und SPE, sich auf eigene Kandidaten für das Amt des Kommissionspräsidenten zu einigen. Dieser wird zwar nicht vom Europäischen Parlament, sondern vom Europäischen Rat ernannt; das Parlament hat dabei aber ein Vetorecht, das es zur Durchsetzung eines eigenen Kandidaten nutzen könnte. Zwar hatten die europäischen Parteien auch in der Vergangenheit auf die Aufstellung solcher „Spitzenkandidaten“ verzichtet, im Vorfeld der Europawahl 2009 hatte es jedoch eine Kampagne unter anderem der Europäischen Bewegung und der Union Europäischer Föderalisten gegeben, die darauf drängte, schon im Wahlkampf verschiedene Kandidaten zur Debatte zu stellen. Dennoch beschränkte sich die EVP darauf, eine zweite Amtszeit von José Manuel Barroso zu empfehlen, während die SPE sich auf ihrem Parteiratstreffen Anfang Dezember 2008 nicht auf einen Gegenkandidaten einigen konnte. Obwohl hier über eine Kandidatur des SPE-Parteichefs Poul Nyrup Rasmussen diskutiert wurde, scheiterte sie letztlich an der Weigerung der britischen, spanischen und portugiesischen Sozialisten. Diese stellten in ihren jeweiligen Heimatländern die Regierung und waren dadurch auch an der Kandidatenauswahl im Europäischen Rat beteiligt. Hinzu kam, dass die spanischen und portugiesischen Sozialisten einer zweiten Amtszeit des Portugiesen Barroso wohl auch wegen dessen nationaler Herkunft positiv gegenüberstanden.

### Koalitionsmöglichkeiten
Da das Europäische Parlament keine Regierung wählt, gibt es darin traditionell auch keine formalisierten Koalitionen wie in nationalen Parlamenten; die Entscheidungen werden mit wechselnden Mehrheiten aus verschiedenen Fraktionen getroffen. Allerdings war das Parlament seit der ersten Direktwahl 1979 von einem ungeschriebenen Bündnis aus den beiden größten Fraktionen, EVP und SPE, geprägt, die die Mehrzahl der Entscheidungen des Parlaments miteinander absprachen. Diese informelle „Große Koalition“ wurde wiederholt von kleineren Fraktionen, etwa Liberalen und Grünen, kritisiert. Ende 2008 kündigte der liberale Fraktionsvorsitzende Graham Watson sein Ziel an, nach den Europawahlen 2009 an einer stabilen „ideologischen Koalition“ beteiligt zu sein – entweder mit der EVP oder der SPE. Allerdings galt es schon vor der Wahl als unwahrscheinlich, dass ein solches liberalkonservatives oder sozialliberales Bündnis die Mehrheit erreichen würde.
Außerdem kündigte Watson Anfang 2009 seine Kandidatur für das Amt des Parlamentspräsidenten an. Dieses Amt, das bis 2009 von dem deutschen EVP-Abgeordneten Hans-Gert Pöttering eingenommen wurde, teilten sich traditionellerweise EVP und SPE für jeweils die Hälfte einer Legislaturperiode auf. Allerdings war bereits 2002 mit Pat Cox einmal ein liberaler Abgeordneter mit Unterstützung der Konservativen zum Parlamentspräsidenten gewählt worden. Die SPE kündigte daher an, für die Zeit nach der Europawahl 2009 auf Auseinandersetzungen mit einer „anti-sozialistischen Allianz“ vorbereitet zu sein.
Am 12. Mai 2009 machte die Europäische Grüne Partei (EGP) bekannt, dass die SPE für die Legislaturperiode 2009–2014 zu einem rot-grünen Bündnis bereit sei. Allerdings schränkte der SPE-Präsident Poul Nyrup Rasmussen später ein, es werde vor der Wahl kein formelles Abkommen geben, da erst die späteren Mehrheiten im Parlament abzuwarten seien.

### Diskussionen über Neuordnung der Fraktionen im Parlament
Auf Initiative der beiden größten Fraktionen, EVP-ED und SPE, wurden die Anforderungen für die Bildung einer Fraktion im Europaparlament verschärft: Statt wie bisher mindestens 19 Abgeordneten aus sechs verschiedenen Mitgliedstaaten würden hierfür nach der Wahl mindestens 25 Abgeordnete aus sieben Mitgliedstaaten notwendig sein. Durch diese Maßnahme sollte die Bildung kleiner links- und rechtsradikaler Fraktionen erschwert werden. Allerdings war schon vor der Wahl deutlich, dass von der Regelung voraussichtlich auch die nationalkonservative Fraktion Union für ein Europa der Nationen (UEN) und die europaskeptische Unabhängigkeit und Demokratie (Ind/Dem) betroffen sein würden: Ind/Dem hatte in der Wahlperiode 2004–09 nur 22 Abgeordnete, UEN hatte Abgeordnete aus nur sechs verschiedenen Ländern.
Außerdem kam es im Vorfeld der Wahlen zu verschiedenen Diskussionen über mögliche Ein- oder Austritte von einzelnen nationalen Mitgliedsparteien zu den Fraktionen. Solche Fraktionswechsel kleiner Parteien oder einzelner Abgeordneter finden im Europaparlament nicht selten statt; vor den Wahlen 2009 standen jedoch auch die Übertritte einiger größerer Parteien zur Diskussion, die das Kräfteverhältnis zwischen den Fraktionen nach den Wahlen insgesamt beeinflussten.
So bildete sich 2007 in Italien die neue Partito Democratico (PD) aus verschiedenen Parteien, die bis dahin teils der sozialdemokratischen (zehn Abgeordnete), teils der liberalen Fraktion (neun Abgeordnete) angehörten. Die Zuordnung der neuen Partei zu einer Europapartei war zunächst innerhalb der PD umstritten; Anfang Dezember 2008 kündigte ihr Generalsekretär Walter Veltroni schließlich an, dass die PD eng mit der SPE kooperieren werde, allerdings ohne ihr beizutreten. Dennoch war bis zur Europawahl noch nicht endgültig geklärt, ob sich die PD-Abgeordneten gänzlich der SPE-Fraktion anschließen oder zwischen der sozialdemokratischen und der liberalen Fraktion aufteilen würden. Da mehrere PD-Abgeordnete sich selbst nicht als Sozialdemokraten verstanden, stellte die SPE-Fraktion im Mai 2009 für die Zeit nach der Wahl eine mögliche Umbenennung in „Fraktion der Sozialdemokraten und Demokraten“ in Aussicht.
Offen war bis kurz vor der Wahl außerdem, ob die britische Konservative Partei (bisher 27 Europaabgeordnete) nach den Wahlen in der EVP-ED-Fraktion verbleiben würde. Die Konservative Partei hatte bis 1992 mit den Europäischen Demokraten (ED) eine von der EVP unabhängige Fraktion gebildet, die sich dann jedoch mit dieser vereinigte. Im Jahr 2005 forderte David Cameron während eines parteiinternen Wahlkampfs um die Führung der Konservativen Partei den Austritt aus dieser gemeinsamen Fraktion. Nach seinem Sieg führte dies am 13. Juli 2006 zur Gründung der Bewegung für Europäische Reform (MER) durch die Konservative Partei und die tschechische Partei ODS. Diese MER sollte nach den Wahlen zu einer eigenständigen Europapartei mit einer eigenen Fraktion werden. Hierfür wären jedoch Mitgliedsparteien aus mindestens sieben EU-Mitgliedstaaten notwendig gewesen, die die MER nicht erreichte. Als mögliche Alternative wurde daher (neben dem Verbleib in der EVP-ED-Fraktion) auch eine Assoziierung der britischen Konservativen mit der Union für ein Europa der Nationen (UEN) diskutiert. Am 30. Mai gaben die Parteiführer der britischen Konservativen, der ODS und der polnischen PiS, eines führenden Mitglieds der UEN, ihren Entschluss bekannt, nach den Wahlen eine gemeinsame neue Fraktion gründen zu wollen, der sich voraussichtlich auch die meisten anderen UEN-Mitglieder anschließen würden.
Allerdings war klar, dass die irische Fianna Fáil (FF, bisher vier Abgeordnete), die der UEN angehört hatte, nicht Teil dieser neuen Fraktion sein würde. Nachdem die FF bereits seit längerem einen integrationsfreundlicheren Kurs als der Rest der UEN verfolgt hatte, gab sie am 16. April 2009 ihren Beitritt zur liberalen Europapartei ELDR bekannt. Auch die italienische Alleanza Nazionale (AN, acht Abgeordnete) würde der UEN-Nachfolgefraktion nicht mehr angehören. Sie war im März 2009 in der neu gegründeten Popolo della Libertà (PdL) aufgegangen, die zur EVP gehört.

## Überblick über die Wahlprogramme der europäischen Parteien
Die meisten der großen europäischen Parteien hatten gemeinsame Wahlmanifeste verabschiedet, deren Kerninhalte im Folgenden kurz dargestellt werden sollen. Kein europaweites Wahlprogramm für die Europawahl 2009 gab es insbesondere von den rechtskonservativen Parteien der Allianz für ein Europa der Nationen und den euroskeptischen EUDemokraten. Diese hatten lediglich ein allgemeines politisches Programm, das nicht speziell auf die aktuellen europapolitischen Fragen einging.
Da das Europäische Parlament kein Initiativrecht besitzt, waren die Wahlmanifeste nicht unmittelbar mit Wahlprogrammen politischer Parteien bei nationalen Wahlen zu vergleichen: Auch die bei der Europawahl erfolgreiche Partei benötigt grundsätzlich einen Vorschlag der Europäischen Kommission und die Zustimmung des Rats der EU, um ihre Forderungen durchzusetzen. Da allerdings das Europäische Parlament über das Mitentscheidungsverfahren in den meisten Politikfeldern Mitbestimmungsrechte besitzt, konnten die Wahlmanifeste als Hinweis dafür dienen, in welchem Sinn die Parteien nach der Wahl auf die EU-Rechtsetzung Einfluss nehmen würden. Allerdings bezogen die Parteien teilweise auch zu Fragen Position, zu denen das Europäische Parlament überhaupt keine Kompetenzen besitzt, etwa die Gemeinsame Außen- und Sicherheitspolitik oder mögliche institutionelle Reformen der EU.

### Wirtschafts- und Finanzpolitik
Ein zentrales Thema im Europawahlkampf bildete die weltweite Wirtschaftskrise und die Diskussion über eine strengere Regulierung der Finanzmärkte. Außerdem standen mögliche Reformen des Statuts der Europäischen Zentralbank (EZB) und des Stabilitäts- und Wachstumspakts zur Debatte. Verschiedentlich wurden auch steuerpolitische Maßnahmen, etwa im Sinn einer Harmonisierung der nationalen Steuersysteme, vorgeschlagen.
- Die EVP fordert zur Überwindung der Wirtschaftskrise einen Ausbau des europäischen Binnenmarktes in den Sektoren Dienstleistungen, Energie und Transportwesen. Sie spricht sich gegen eine Reform von EZB oder Stabilitätspakt aus, insbesondere gegen die Zulassung höherer Staatsverschuldung. Für die Überwachung der Finanzmärkte fordert sie die Entwicklung eines europaweiten Regulierungssystems im Rahmen einer stärkeren weltweiten Zusammenarbeit, warnt aber vor Überregulierung. Außerdem fordert sie Steuersenkungen und die Vereinfachung der nationalen Steuersysteme.
- Die SPE fordert, das Kreditvolumen der Europäischen Investitionsbank zu erhöhen, um so die Versorgung der Wirtschaft mit Krediten sicherzustellen. Außerdem setzt sie sich für eine Reform der EZB an, deren Politik nicht mehr nur Preisstabilität, sondern auch Wachstum und Beschäftigung als Ziel haben soll. Die SPE verlangt die Regulierung aller Finanzakteure, eine demokratische Kontrolle der globalen Finanzinstitutionen und setzt sich für die Abschaffung von Steueroasen ein.
- Die ELDR fordert eine Erweiterung des Binnenmarkts auf die Bereiche Energie, Postdienste, Finanzdienste, Eisenbahn, Gesundheit. Außerdem will sie die Arbeitnehmerfreizügigkeit fördern und sich in der WTO für den Abbau von Handelsschranken einsetzen. Sie ist gegen eine Reform von Stabilitätspakt oder EZB, insbesondere will sie Unabhängigkeit der Zentralbank erhalten. Auch die ELDR ist für eine bessere Regulierung des Finanzsystems, warnt aber vor Verstaatlichungen, Überregulierung und Protektionismus. Bei der globalen Finanzmarktregulierung spricht sie sich für eine zentrale Rolle des Internationalen Währungsfonds (IWF) aus.
- Die EGP will öffentlich finanzierte günstige Unternehmenskredite sicherstellen sowie durch Investitionen im Bereich „grüner“ Technologien EU-weit fünf Millionen neue Jobs schaffen. Sie ist für eine koordinierte europäische Finanzmarktregulierung in einem internationalen Rahmen und spricht sich für die Besteuerung von Finanztransaktionen (Tobin-Steuer) aus. Außerdem will sie durch EU-Richtlinien Steuerflucht und Steuerwettbewerb zwischen den Mitgliedstaaten verhindern und Steueroasen abschaffen.
- Die EL hat als zentrale Forderung die Abkehr von der seit 2000 verfolgten Lissabon-Strategie der EU. Sie fordert die Verstaatlichung strategischer Wirtschaftsbereiche, darunter das Kredit- und Finanzwesen, und ein öffentliches Investitions- und Kreditprogramm. Die EZB soll reformiert werden, um nicht mehr nur Preisstabilität, sondern auch Wachstum und Beschäftigung als Ziel zu haben; außerdem soll die Unabhängigkeit der EZB aufgehoben werden. Steuerpolitisch fordert die EL eine Harmonisierung der nationalen Steuersysteme nach dem Prinzip der progressiven Besteuerung, eine Erhöhung von Steuern für Einkommen und Kapital, die Einführung der Tobin-Steuer und die Abschaffung von Steueroasen.
- Die EFA fordert eine europäische Regulierung der Finanzmärkte mit der Einrichtung gemeinsamer Kontrollinstrumente und einem zentralen Interventionsbudget der EZB zur Bekämpfung von Wirtschaftskrisen.

### Bildung und Forschung
Im Bereich der Bildung und Forschung waren insbesondere die Investitionen in den Bereich Forschung und Entwicklung (F+E), die Verzahnung von Wissenschaft und Wirtschaft und die Weiterentwicklung des Europäischen Hochschulraums (Bologna-Prozess) Wahlkampfthema.
- Die EVP sieht die Bildung in Anlehnung an die Lissabon-Strategie der EU als Basis des europäischen Wirtschaftsraums an. Sie fordert den Ausbau der Investitionen in Forschung und Entwicklung auf 3 % des BIP im Jahr 2010 und 4 % im Jahr 2015; außerdem will sie eine intensivere Zusammenarbeit zwischen wissenschaftlicher Forschung und wirtschaftlicher Implementierung sicherstellen und das lebenslange Lernen fördern.
- Auch die SPE will die Investitionen in F+E und Innovation steigern. Daneben setzt sie sich im Rahmen eines vorgeschlagenen „Europäischen Zukunftspakts für Arbeit“ für eine Förderung von grenzüberschreitenden Austauschprogrammen im Bildungsbereich und für das lebenslange Lernen ein.
- Die ELDR fordert eine größere Mobilität von Studierenden und Wissenschaftlern sowie die Einführung von einheitlichen europäischen Regelungen zum intellektuellen Eigentum.
- Die EGP fordert in ihrem Programm „massive Investitionen“ in Bildung, Wissenschaft und Forschung, vor allem im Bereich der umwelt- und klimafreundlichen Technologien.
- Die EL lehnt den Bolognaprozess ab und fordert eine öffentliche, unentgeltliche Bildung, die nicht primär wirtschaftsorientiert ist.
- Die EFA sieht Innovation als Möglichkeit zur Förderung einer nachhaltigen Entwicklung und zur Belebung des Arbeitsmarkts, um die Lissabon-Strategie zu erfüllen. Sie will Nutzung der EU-Austauschprogramme verzehnfachen, so soll etwa die Quote an Erasmusstudenten von 2 % auf 20 % erhöht werden. Die EU-Bildungsprogramme sollen dabei die Lehre von Minderheitensprachen gezielt fördern.

### Klimaschutz, Energie- und Verkehrspolitik
Im Bereich Klimaschutz war vor allem die Position der EU bei den Verhandlungen zu einem UN-Klimaschutzabkommen (Post-Kyoto-Prozess) Thema des Wahlkampfes. Dabei nannten mehrere Parteien konkrete Zahlen für die Ziele bei der Verminderung von CO2-Emissionen und der Erhöhung des Anteils erneuerbarer Energien. Daneben waren der Ausbau der europäischen Verkehrs- und Energienetze, die Entflechtung der Energieindustrie durch die Trennung von Produktion und Netzen und die Zukunft der Atomenergie Thema.
- Die EVP strebt den Abschluss eines UN-Klimaschutzabkommens noch 2009 an, darin soll die EU einer Reduzierung ihrer Treibhausgasemissionen um 30 % bis 2020 zustimmen. Der Anteil erneuerbarer Energien soll bis 2020 auf europaweit 20 % erhöht, der Energieverbrauch um 20 % abgesenkt werden. Außerdem soll die EU weltweite Marktführerschaft im Bereich Energieeffizienz anstreben. Das transeuropäische Eisenbahnnetz und der integrierte Luftraum sollen ausgebaut, die Atomenergie beibehalten werden.
- Die SPE strebt ein UN-Klimaschutzabkommen unter Beteiligung aller Industrie- und Schwellenländer an, bei dem die EU einer Reduzierung ihrer Emissionen um 30 % bis 2020 zustimmen soll. Außerdem soll sie mehr Entwicklungshilfe und Technologietransfer für Klimaschutz in Entwicklungsländern bereitstellen. Die SPE fordert die Einführung einer Gemeinsamen Europäischen Energiepolitik zur Förderung von Energieeffizienz und erneuerbarer Energie (unter anderem durch Offshore-Windparks und durch Solarenergie aus Südeuropa und Nordafrika), die europäischen Energienetze sollen ausgebaut werden. Ferner soll der EU-Emissionshandel auch auf bisher nicht betroffene Sektoren (insbesondere Energie, Landwirtschaft, Verkehr unter anderem) ausgeweitet werden. Das Hochgeschwindigkeitseisenbahnnetz und der integrierte Luftraum sollen ausgebaut werden; die Nutzung der Atomenergie soll der Entscheidung der Mitgliedstaaten überlassen bleiben.
- Die ELDR will Investitionen für CO2-arme Techniken fördern und verlangt eine Entflechtung der Energieindustrie.
- Für die EGP bildet der sogenannte „Green New Deal“ einen zentralen Punkt des Wahlmanifestes: In einem UN-Klimaschutzabkommen will sie der Reduzierung der EU-Emissionen um 40 % bis 2020 und um 80–95 % bis 2050 zustimmen; außerdem setzt sie sich für mehr Unterstützung für den Klimaschutz in Entwicklungsländern ein. Der Energieverbrauch soll um 20 % bis 2020 reduziert, der Anteil an erneuerbarer Energie langfristig auf 100 % erhöht werden. Die Energieindustrie soll entflochten, das europäische Energienetz ausgebaut werden. Außerdem fordern die Grünen einen Ausbau des europäischen Eisenbahn- und Schifffahrtsnetzes, den Abbau von Vergünstigungen für den Straßen- und Flugverkehr und den europaweiten Atomausstieg.
- Die EL strebt für das UN-Klimaschutzabkommen eine Reduzierung der globalen Emissionen um 30 % bis 2020 und um 80 % bis 2050 an und fordert mehr Technologietransfer für den Klimaschutz in Entwicklungsländern. Sie will bis 2020 den Energieverbrauch um 20 % senken und den Anteil erneuerbarer Energie um 25 % erhöhen; die Energieeffizienz soll um 2 % pro Jahr steigen. Außerdem fordert die EL die Einrichtung eines Europäischen Fonds zur Förderung von klimafreundlichen Innovationen.
- Die EFA fordert für die EU eine führende Rolle bei UN-Klimakonferenz. Der ökologische Fußabdruck der EU soll von 4,8 auf 1,8 Hektar pro Person reduziert werden; die vom Klimawandel besonders gefährdeten Küsten- und Bergregionen der EU sollen gezielt unterstützt werden. Außerdem fordert die EFA energiesparende Häuser und Passivhäuser zu fördern und die transeuropäischen Verkehrsnetze auszubauen, wobei umweltfreundliche Verkehrsmittel gefördert werden sollen, indem auf die durch den Verkehr entstehenden Umweltkosten das Verursacherprinzip angewandt wird. Die EFA lehnt die Atomenergie ab und schlägt vor, die Euratom durch eine neu zu gründende Organisation zur Förderung erneuerbarer Energien („Eurenew“) zu ersetzen.

### Innere Sicherheit, Bürgerrechte und Justiz
Da durch den Vertrag von Lissabon erstmals auch die polizeiliche und justizielle Zusammenarbeit in Strafsachen (PJZS) in die Kompetenz des Europaparlaments fallen soll, bildete auch deren Zukunft, insbesondere im Bereich der europäischen Antiterrorpolitik, ein wichtiges Diskussionsthema. Daneben forderten verschiedene Parteien eine Weiterentwicklung der europäischen Antidiskriminierungspolitik und die Anerkennung neuer europaweiter Grundrechte.
- Die EVP setzt sich für einen Ausbau der europäischen Antiterrorpolitik durch eine verbesserte Koordinierung zwischen dem Kommissar für Justiz, Freiheit und Sicherheit, dem EU-Antiterrorbeauftragten und dem Leiter von Europol ein; außerdem fordert sie regelmäßige Treffen der europäischen Innenminister und der EU-Behörden, die mit der Terrorismusbekämpfung befasst sind. Die Operationsfähigkeit von Europol und Eurojust soll verbessert werden.
- Die SPE will die PJZS bei der Terrorismusbekämpfung ebenfalls ausbauen, ohne dabei aber Bürgerrechte zu beschneiden. Sie spricht sich für die Einrichtung EU-weiter Katastrophenschutz-Instrumente aus und fordert den Ausbau von Antidiskriminierungsmaßnahmen sowie die grenzüberschreitende Anerkennung von Rechten wie gleichgeschlechtlichen Lebenspartnerschaften oder Elternrechten.
- Die ELDR ist ebenfalls für einen Ausbau der PJZS, betont aber den unbedingten Respekt vor den Prozessrechten von Beschuldigten. Außerdem fordert sie Respekt vor bürgerlichen Freiheiten in der EU, insbesondere Meinungs-, Versammlungs-, Religionsfreiheit, Besitzrechte, Minderheitenrechte und Datenschutzrechte.
- Die EGP setzt sich für den Ausbau von Antidiskriminierungsmaßnahmen und für eine Verbesserung des Datenschutzes in der EU ein und will die PJZS zu einer verstärkten Bekämpfung der Organisierten Kriminalität nutzen.
- Die EL fordert die Abschaffung der europäischen Antiterrormaßnahmen, insbesondere der europäischen „Liste terroristischer Vereinigungen“ und der Vorratsdatenspeicherung. Sie spricht sich für den Ausbau von Antidiskriminierungsmaßnahmen und die Stärkung der individuellen Bürgerrechte aus. Zu diesem Zweck fordert sie eine juristisch bindende EU-Grundrechtecharta und den Beitritt der EU zur Europäischen Menschenrechtskonvention. (Beide Maßnahmen sind auch im Vertrag von Lissabon vorgesehen, der von der EL jedoch ansonsten abgelehnt wird). Ein europaweites Recht auf Abtreibung soll neu in der Grundrechtecharta verankert werden.
- Die EFA setzt sich für den Ausbau von Antidiskriminierungsmaßnahmen ein. Außerdem fordert sie eine europaweite Koordinierung von Organspendeverfahren und die Einrichtung einer EU-Organspendeagentur.

### Migration und Asylpolitik
Auch die Vereinheitlichung der Asyl- und Migrationspolitik, die Integration von Immigranten sowie gemeinsame Maßnahmen zur Immigrationssteuerung und zur Verhinderung illegaler Immigration waren Bestandteile der Wahlprogramme. Dieser Bereich, der bisher ausschließlich dem Rat der EU vorbehalten war, soll durch den Vertrag von Lissabon neu unter die Zuständigkeiten des Parlaments fallen.
- Die EVP fordert eine gemeinsame Asyl- und Einbürgerungspolitik. Sie will zur Bekämpfung illegaler Immigration das europäische Grenzkontrollsystem Frontex weiter ausbauen und eine Europäische Küstenwache schaffen. Für die Rückführung illegaler Immigranten soll mit den Herkunftsländern zusammengearbeitet werden; außerdem sollen die EU-Nachbarstaaten wirtschaftlich gefördert werden, um die Anreize zur Immigration zu senken. Durch ein Blue-Card-System sollen qualifizierte Immigranten in die EU geholt werden. Außerdem fordert die EVP, dass Arbeitsplätze in der EU bevorzugt an Unionsbürger vergeben werden sollen.
- Für die SPE bildet die Migration einen Schwerpunkt des Wahlmanifestes: Sie fordert eine Gemeinsame Europäische Asylpolitik mit EU-weiten Normen für die legale Immigration. Durch eine Europäische Charta für die Integration will sie zum Beispiel sprachliche und kulturelle Bildungsmaßnahmen fördern. Außerdem soll die Gemeinsame Grenzschutzpolitik ausgebaut, bei der Rückführung illegaler Immigranten mit den Herkunftsländern zusammengearbeitet und die EU-Nachbarstaaten gezielt wirtschaftlich gefördert werden.
- Die ELDR fordert insbesondere ein Blue-Card-System für die geregelte Einwanderung von qualifizierten Immigranten.
- Die EGP setzt sich für eine Ausweitung der legalen Immigration und für eine Verbesserung der Lebensbedingungen von Asylbewerbern ein.
- Die EL fordert eine gemeinsame EU-Flüchtlingspolitik auf Grundlage der Genfer Flüchtlingskonvention von 1951; geschlechtsspezifische und nichtstaatliche Gewalt sollen als Asylgründe anerkannt werden. Sie lehnt Abschiebungen ebenso wie das Grenzkontrollsystem Frontex ab und betont insbesondere das Recht von Migranten auf Arbeit.
- Die EFA sieht Immigration als eine Bereicherung an und will die Integration von Immigranten durch Verbesserung ihrer Arbeitsrechte und durch die Lehre von Regionalsprachen verbessern. Außerdem fordert sie eine Ausweitung des Asylrechts.

### Agrarpolitik, Verbraucherschutz
Die Reform und die Neudefinition der Ziele der Gemeinsamen Agrarpolitik (GAP), die nach dem Vertrag von Lissabon neu in die Zuständigkeit des Europäischen Parlaments fallen soll, bildete einen weiteren Schwerpunkt der Wahlprogramme. Außerdem wurde über die Zukunft der Biokraftstofferzeugung und über mögliche Maßnahmen zum Verbraucherschutz diskutiert.
- Für die EVP sollen die Ziele der GAP Versorgungssicherheit, Weltmarktpräsenz, Landschaftsschutz und Umweltschutz sein. Die Anbaufläche soll durch bessere Landbenutzungsplanung erhöht werden. Die Gewinnung von Bioenergie aus Agrarabfällen soll gefördert werden, ebenso wie neue Technologien im Lebensmittel-, Tierfütterungs- und Energiebereich. Zur Stärkung des Verbraucherschutzes schlägt die EVP verpflichtende Produktinformationen und die Anwendung europäischer Regelungen zur Lebensmittelsicherheit auch auf Importprodukte vor.
- Die SPE sieht als Ziele der GAP vor allem Umweltschutz, Nahrungsmittelqualität und Versorgungssicherheit; die Förderung von Biokraftstoffen soll nicht zulasten der Nahrungsmittelproduktion gehen. Außerdem fordert sie die Stärkung von Verbraucherrechten.
- Die ELDR fordert eine umfassende Reform der GAP im Rahmen der WTO; dabei soll das GAP-Budget deutlich gesenkt werden.
- Die EGP fordert ebenfalls eine GAP-Reform, die den Schwerpunkt der europäischen Landwirtschaftspolitik auf die Förderung ökologischer Landwirtschaft legen soll. Außerdem sollen die EU-Exportsubventionen für Agrarprodukte abgeschafft werden. Die EGP setzt sich für die Bewahrung der Artenvielfalt, das Verbot von genmanipulierten Organismen, die Förderung lokaler Lebensmittelmärkte und einen verbesserten Tierschutz durch die Reduzierung von Lebendtiertransporten und Tierversuchen ein.
- Die EL verlangt die Beibehaltung einer öffentlichen Agrarpolitik und spricht sich gegen eine GAP-Reform im WTO-Rahmen aus. Priorität sollen die lokale Agrarproduktion und die Abschottung von Weltmarkt haben. Statt agrarischer Großunternehmen sollen vor allem Kleinbetriebe gefördert werden. Außerdem fordert die EL die Bewahrung der Artenvielfalt, die Förderung biologischer Landwirtschaft und will genmanipulierte Lebensmittel sowie Biokraftstoffe, die mit Nahrungsmittelproduktion konkurrieren, verbieten.
- Die EFA fordert, dass die GAP-Reform vor allem Kleinbetrieben zunutze kommt und die Förderung von Lebensmittelqualität und von regionaler und lokaler Produktion zum Schwerpunkt hat. Sie lehnt genmanipulierte Lebensmittel ab und fordert strengere Etikettierungsvorschriften bei Importprodukten. Außerdem soll der Tierschutz in der EU eine größere Rolle spielen.

### Sozialpolitik
Ein weiterer Diskussionspunkt war die Zukunft einer gemeinsamen europäischen Sozialpolitik, insbesondere die Einführung europäischer Mindestlöhne und die Ausweitung der Arbeitnehmerrechte. Allerdings bezogen nicht alle Parteien zu diesem Thema Stellung.
- Die EVP äußert sich nicht zu einer möglichen europaweiten Sozialpolitik. Sie betont hingegen, dass die nationalen Sozialsysteme keine Hindernisse für den europäischen Binnenmarkt sein sollen. Die nationalen Sozialsysteme sollen an die demografische Entwicklung angepasst, das Renteneintrittsalter flexibilisiert werden, um längere Lebensarbeitszeiten zu ermöglichen. Außerdem soll die Kinderbetreuung verbessert werden.
- Die SPE fordert einen „Europäischen Pakt für sozialen Fortschritt“, durch den Mindeststandards für die nationale Sozial-, Gesundheits- und Bildungspolitik festgeschrieben werden. In einem „Europäischen Pakt für Löhne“ sollen europaweite Mindestlöhne eingeführt, Arbeitnehmerrechte gestärkt und die Entsenderichtlinie überarbeitet werden. Außerdem soll ein europäischer Rechtsrahmen für grenzübergreifende Tarifverträge geschaffen und die Europäischen Betriebsräte gestärkt werden. Eine Europäische Charta soll die Rechte von Praktikanten verbessern. Einen weiteren Schwerpunkt des Wahlmanifestes nimmt die Geschlechtergerechtigkeit ein, die durch eine Europäische Charta der Frauenrechte und durch das Amt eines Europäischen Gleichstellungsbeauftragten gestärkt werden soll. Auch die SPE fordert eine Verbesserung der Kinderbetreuung.
- Die ELDR nimmt in ihrem Programm keinen Bezug auf die Sozialpolitik.
- Die EGP fordert den Ausbau und die europaweite Angleichung von Arbeitnehmerrechten. Sie spricht sich gegen die Privatisierung von öffentlichen Dienstleistungen wie Gesundheit und Bildung aus und fordert die Garantie eines Mindestlebensstandards sowie die Einführung von europaweiten Mindestlöhnen.
- Die EL fordert die Einführung eines umfassenden Sozialsystems auf europäischer Ebene. Dies soll unter anderem europäische Mindestlöhne in Höhe von 60 % der jeweiligen nationalen Durchschnittslöhne, die Stärkung von Tarifverträgen und Arbeiterrechten, die europaweite Festsetzung der wöchentlichen Höchstarbeitszeit auf 40 Stunden sowie grenzüberschreitende Vereinigungs-, Mitbestimmungs- und Streikrechte beinhalten. Die Privatisierung öffentlicher Dienstleistungen wie Bildung, Kinderbetreuung, Krankheits- und Altenpflege, Wasser- und Energieversorgung, Nahverkehr, Post, Kultur unter anderem soll rückgängig gemacht werden, stattdessen sollen in diesen Bereichen verstärkte staatliche Investitionen erfolgen. Außerdem soll ein verbesserter und preisgünstigerer Zugang zu Medien wie dem Internet gewährleistet werden.
- Die EFA fordert eine neue Sozialagenda der EU, um Diskriminierung zu bekämpfen und die Arbeitsbedingungen zu verbessern. Insbesondere soll die Geschlechtergleichheit auf dem Arbeitsmarkt gefördert werden. Dienstleistungen wie die Wasserversorgung sollen weiter öffentlich zu günstigen Preisen angeboten werden.

### Gemeinsame Außen- und Sicherheitspolitik
Auch wenn das Europäische Parlament im Bereich der Gemeinsamen Außen- und Sicherheitspolitik (GASP) nur beratend tätig werden kann, bildete diese einen weiteren Schwerpunkt der Wahlprogramme. Insbesondere die Zukunft der Europäischen Sicherheits- und Verteidigungspolitik (ESVP) und ihr Verhältnis zur NATO, die Verbesserung der Entwicklungshilfe und die Gestaltung internationaler Handelsabkommen waren Diskussionspunkte.
- Die EVP fordert die Stärkung des Hohen Vertreters für die GASP bei der Formulierung einer gemeinsamen europäischen Außenpolitik. Die ESVP soll in Abstimmung mit USA und NATO zu einem europäischen Militärbündnis mit gegenseitiger Beistandspflicht im Verteidigungsfall ausgebaut werden. Alle Forschungsaktivitäten im Rüstungsbereich der Mitgliedstaaten sollen unter dem Dach der Europäischen Verteidigungsagentur zusammengefasst werden; außerdem soll eine Gemeinsame Verteidigungsstreitkraft (Europaarmee) der Mitgliedstaaten gebildet werden, die dazu bereit sind. Die EVP fordert mehr Einsatz für die internationale Terrorbekämpfung und die Förderung internationaler Abrüstung und setzt sich für eine Zwei-Staaten-Lösung im Nahostkonflikt ein.
- Die SPE fordert den Ausbau gemeinsamer Fähigkeiten zur Beilegung internationaler Konflikte und eine gerechtere Lastenverteilung bei Friedensmissionen im UN-Rahmen. Die ESVP soll in Abstimmung mit NATO ausgebaut werden. Für EU-Waffenexporte sollen strengere Regeln gelten, außerdem soll sich die EU für ein UN-Moratorium gegen die Todesstrafe sowie für eine Reform von internationalen Organisationen wie UNO, WTO, Weltbank und IWF zur besseren Berücksichtigung von Entwicklungsländern einsetzen. Zur Förderung von globalen Umwelt- und Sozialstandards fordert die SPE die Aufnahme verbindlicher Klauseln in internationale Handelsabkommen, die die EU entweder bilateral oder im Rahmen der WTO mit Drittstaaten abschließt.
- Die ELDR fordert eine Stärkung des Hohen Vertreters der GASP und einen Ausbau der ESVP in Zusammenarbeit mit der NATO. Zugleich soll auch das zivile Krisenmanagement gestärkt und zur Friedenssicherung eingesetzt werden. Die EU soll ihre Erfahrung beim Institutionenaufbau in instabilen Regionen einbringen.
- Die EGP fordert, den Kampf gegen Armut zur Priorität der europäischen Außenpolitik zu machen, dafür soll die Entwicklungshilfe auf 0,7 % des BIP angehoben werden. Beim Abschluss von internationalen Handelsabkommen sollen verbindliche Klauseln zu Umwelt- und Sozialstandards aufgenommen werden. Außerdem fordert die EGP die Einrichtung eines Europäischen Zivilen Friedenskorps für nicht-militärische humanitäre Einsätze.
- Die EL lehnt Krieg als Mittel von Politik grundsätzlich ab. Sie fordert den Ersatz der Europäischen Verteidigungsagentur durch eine Europäische Abrüstungsagentur, die Auflösung der NATO und Entwicklung eines alternativen europäischen Sicherheitskonzepts, eine Reform und Demokratisierung des UN-Systems sowie den Ausbau der Entwicklungshilfe unter Gleichbehandlung aller Länder. Letzteres schließt die Ablehnung von bilateralen Europäischen Partnerschaftsabkommen ein. Außerdem setzt sich die EL für einen Schuldenerlass für die ärmsten Länder der Welt, den Abzug der westlichen Truppen aus Irak und Afghanistan, eine Zweistaatenlösung im Nahostkonflikt und für diplomatisch-politische Verhandlungen mit Iran über die Atomfrage ein und lehnt die Einrichtung satellitengestützter Raketenabwehrsysteme (wie in Tschechien und Polen geplant) ab.
- Die EFA will die Konfliktprävention zum Hauptziel der europäischen Außenpolitik machen und fordert ein größeres Engagement bei Friedensmissionen. Die internationale Terrorbekämpfung soll nicht auf Kosten der Menschenrechte gehen. Zugleich sollen Waffenexporte eingeschränkt und alle Massenvernichtungswaffen abgeschafft werden, die EU soll zur atomwaffenfreien Zone werden. Die Entwicklungshilfe soll ausgebaut und besser koordiniert werden, gerechtere Handelsverträge sollen zur Förderung von Entwicklungsländern beitragen. Außerdem fordert die EFA ein europäisches Investitionsprogramm für Solarenergie in Afrika.

### Institutionen der EU, EU-Erweiterung
Obwohl das Europäische Parlament dem Vertrag von Lissabon bereits zugestimmt hat, nahmen die Wahlprogramme mehrerer Parteien noch einmal dazu Stellung und schlugen außerdem weitere mögliche Vertragsreformen vor. Außerdem wurden die möglichen EU-Erweiterungen um die Türkei und auf dem westlichen Balkan diskutiert.
- Die EVP bekennt sich zum Vertrag von Lissabon und betont die Bedeutung des Subsidiaritätsprinzips. Neue Erweiterungen will sie erst zulassen, wenn der Vertrag in Kraft ist; außerdem schlägt sie das Angebot einer privilegierten Partnerschaft für Länder, die nicht EU-Mitglied werden „können oder wollen“, vor.
- Die SPE bekennt sich ebenfalls zum Vertrag von Lissabon und fordert ferner eine umfassende Registrierung von Lobbyisten bei den europäischen Institutionen. Sie setzt sich für Beitrittsgespräche mit Kroatien, und Verhandlungen mit den übrigen Staaten des Westbalkans ein und fordert klare Kriterien für die Verhandlungen mit der Türkei.
- Die ELDR bekennt sich ebenfalls zum Vertrag von Lissabon und betont als Maßstab für die möglichen Erweiterungen die Kopenhagener Kriterien (d. h. vor allem Demokratie, Rechtsstaatlichkeit und Marktwirtschaft) unter Berücksichtigung der Aufnahmefähigkeit der Union.
- Die EGP nimmt keine Stellung zum Vertrag von Lissabon. Für künftige Vertragsreformen fordert sie ein Initiativrecht für das Europäische Parlament und eine Reform des Europawahlrechts, durch die ein Teil der Europaabgeordneten über europaweite Listen gewählt werden soll. Außerdem schlägt sie zur Einbindung jüngerer Menschen eine Absenkung des Wahlalters vor und fordert die Einführung europaweiter Volksentscheide.
- Die EL lehnt den Vertrag von Lissabon ab und fordert eine Diskussion über mögliche Alternativen. Sie setzt sich für ein Initiativrecht für das Europäische Parlament und die Einführung europaweiter Volksentscheide ein. Für die Fortsetzung der EU-Erweiterung sollen die Kriterien Demokratie, Menschenrechte und Rechtsstaatlichkeit in den Beitrittskandidaten ausschlaggebend sein.
- Die EFA äußert sich nicht zum Vertrag von Lissabon, stellt aber mehrere grundsätzliche Forderungen nach institutionellen Reformen. Sie hebt die Bedeutung des Subsidiaritätsprinzips hervor und verlangt eine stärkere Rolle von nationalen und regionalen Parlamenten. Außerdem will sie den Ausschuss der Regionen zu einem regionalen „Senat“ der EU ausbauen und den Kommissionspräsidenten künftig direkt von der Bevölkerung wählen lassen. Außerdem sollen das Katalanische, Baskische, Galicische, Walisische und Schottisch-Gälische als offizielle EU-Amtssprachen anerkannt werden. Ferner betont die EFA das nationale Selbstbestimmungsrecht der staatenlosen Nationen und fordert, dass die EU für „interne Erweiterungen“ (d. h. Sezessionen innerhalb von Mitgliedstaaten) offenbleibt. Neue Erweiterungen will die EFA erst nach Umsetzung dieser institutionellen Reformen zulassen.

## Wahlsysteme und Wahlergebnisse der einzelnen Länder
Weiterführende Informationen zu den nationalen Wahlsystemen und Ergebnissen aus den einzelnen Mitgliedstaaten werden in den jeweiligen Artikeln aufgelistet:
| - Europawahl in Belgien 2009 - Europawahl in Bulgarien 2009 - Europawahl in Dänemark 2009 - Europawahl in Deutschland 2009 - Europawahl in Estland 2009 - Europawahl in Finnland 2009 - Europawahl in Frankreich 2009 - Europawahl in Griechenland 2009 - Europawahl in Irland 2009 | - Europawahl in Italien 2009 - Europawahl in Lettland 2009 - Europawahl in Litauen 2009 - Europawahl in Luxemburg 2009 - Europawahl in Malta 2009 - Europawahl in den Niederlanden 2009 - Europawahl in Österreich 2009 - Europawahl in Polen 2009 - Europawahl in Portugal 2009 | - Europawahl in Rumänien 2009 - Europawahl in Schweden 2009 - Europawahl in der Slowakei 2009 - Europawahl in Slowenien 2009 - Europawahl in Spanien 2009 - Europawahl in Tschechien 2009 - Europawahl in Ungarn 2009 - Europawahl im Vereinigten Königreich 2009 - Europawahl in der Republik Zypern 2009 - Europawahl in Kroatien 2013 (EU-Mitglied seit 1. Juli 2013) |

## Wahlprognosen
Da bei Europawahlen die Wahlbeteiligung üblicherweise deutlich niedriger liegt als bei nationalen Wahlen, gelten auch Prognosen für die Europawahl als unsicherer. Bei früheren Europawahlen waren daher kaum Prognosen durchgeführt worden. 2009 versuchten dagegen verschiedene Institute, mithilfe nationaler Umfrageergebnisse die Anzahl der Sitze vorauszusagen, die die einzelnen Fraktionen nach der Europawahl erhalten könnten. Auch wenn diese Methode – unter anderem aufgrund der großen Zahl an nötigen Vorannahmen über die Zuordnung nationaler Parteien zu den Fraktionen im Europäischen Parlament – problematisch war, entsprachen die Voraussagen über die Fraktionsstärken insgesamt teilweise recht präzise den wirklichen Ergebnissen.
| Datum          | Institut    | EVP-ED  | SPE     | ALDE  | UEN               | GUE-NGL | Grüne/EFA | Ind/Dem | Fraktionslos |
| -------------- | ----------- | ------- | ------- | ----- | ----------------- | ------- | --------- | ------- | ------------ |
| 5. Juni 2009   | election.de | 238–281 | 174–213 | 74–96 | 42–62             | 30–48   | 45–58     | 19–35   | 21–34        |
| 4. Juni 2009   | Predict09   | 262     | 194     | 85    | 53                | 40      | 50        | 23      | 29           |
| 1. Juni 2009   | election.de | 238–282 | 176–215 | 73–97 | 42–52 (MER 31–37) | 30–49   | 43–57     | 14–34   | 19–36        |
| 21. Mai 2009   | Predict09   | 248     | 207     | 88    | 62                | 44      | 42        | 19      | 26           |
| 7. Mai 2009    | Predict09   | 249     | 211     | 84    | 61                | 45      | 40        | 20      | 26           |
| 23. April 2009 | Predict09   | 251     | 211     | 85    | 64                | 46      | 38        | 18      | 29           |
| 8. April 2009  | Predict09   | 249     | 209     | 87    | 58                | 48      | 39        | 17      | 29           |

## Wahlergebnis

Wahlbeteiligung bei der Europawahl

Zusammensetzung der Delegationen der einzelnen Mitgliedstaaten nach den Wahlen

Die Wahlbeteiligung betrug europaweit 43,0 % und lag damit knapp unterhalb der Beteiligung bei der Europawahl 2004 (45,5 %). Außer in Belgien und Luxemburg, wo Wahlpflicht herrschte und daher Beteiligungswerte um 90 % erzielt wurden, war die Beteiligung auf Malta (78,8 %) und in Italien (65,1 %) besonders hoch. Besonders niedrig war sie in Litauen (21,0 %) und in der Slowakei (19,6 %).
Die Verteilung der Sitze auf die Fraktionen stand zunächst nicht eindeutig fest, da die Fraktionszugehörigkeit mancher nationaler Parteien unklar war. In dem vorläufigen Ergebnis, das das Europäische Parlament kurz nach der Wahl veröffentlichte und das auch in den Medienberichten meist zu sehen war, fand sich deshalb ein sehr hoher Anteil an Mitgliedern in der Gruppe „Sonstige“. Diese umfasste – neben den bisher fraktionslosen Abgeordneten und den erstmals ins Parlament gewählten Parteien – insbesondere auch die britischen und tschechischen Konservativen (25 bzw. 9 Sitze) sowie die italienische PD (22 Sitze). Ansonsten folgte die Darstellung der Fraktionszugehörigkeit der Parteien in der vorherigen Legislaturperiode: Sie listete etwa auch für die Fraktion Ind/Dem genau diejenigen Parteien auf, die dieser Fraktion schon zuvor angehörten, obwohl feststand, dass die Fraktion nur dann würde fortbestehen können, wenn sie noch weitere Mitglieder hinzugewinnen würde:
| Fraktion | EVP | SPE | ALDE | UEN | Grüne/EFA | GUE-NGL | Ind/Dem | Sonstige | gesamt | Wahlbeteiligung |
| -------- | --- | --- | ---- | --- | --------- | ------- | ------- | -------- | ------ | --------------- |
| Sitze    | 264 | 161 | 80   | 35  | 53        | 32      | 18      | 93       | 736    | 43,0 %          |

In den Wochen nach der Wahl klärte sich nach und nach die Zuordnung der verschiedenen nationalen Parteien zu den Fraktionen. So gab unter anderem die italienische PD ihren Übertritt in die SPE-Fraktion bekannt, die sich dafür in Progressive Allianz der Sozialisten und Demokraten im Europäischen Parlament (S&D) umbenannte. Die irische FF trat erwartungsgemäß in die ALDE-Fraktion ein, der Abgeordnete der zyprischen DIKO wechselte von der ALDE- in die S&D-Fraktion. Am 22. Juni wurde eine neue Fraktion der Europäischen Konservativen und Reformisten (ECR) gegründet, der die britischen und tschechischen Konservativen sowie die polnische PiS und einige Abgeordnete kleinerer Parteien angehören. Diese Fraktion umfasste mehrere, aber nicht alle ehemaligen Mitglieder der UEN sowie auch einige Parteien der Fraktion Ind/Dem. Am 1. Juli gründeten verschiedene europaskeptische und rechtskonservative Parteien die Fraktion Europa der Freiheit und der direkten Demokratie (EFD), die vor allem ehemalige Ind/Dem-, aber auch UEN-Mitglieder umfasste. Dominiert wird diese neue Fraktion von der britischen UKIP und der italienischen Lega Nord.
Die folgende Tabelle zeigt die Zusammensetzung der Fraktionen bei der konstituierenden Sitzung des neu gewählten Europäischen Parlaments am 14. Juli 2009:
| Fraktion Land          | EVP                           | S&D               | ALDE                | ECR              | Grüne/EFA                     | GUE-NGL            | EFD          | Fraktionslos       | gesamt | Beteiligung |
| ---------------------- | ----------------------------- | ----------------- | ------------------- | ---------------- | ----------------------------- | ------------------ | ------------ | ------------------ | ------ | ----------- |
| Europäische Union      | 265                           | 184               | 84                  | 55               | 55                            | 35                 | 32           | 26                 | 736    | 43,0 %      |
| Belgien                | 3 (CD&V) 1 (CDH) 1 (CSP)      | 3 (PS) 2 (SP.A)   | 3 (Open VLD) 2 (MR) | 1 (LDD)          | 1 (Groen!) 2 (Ecolo) 1 (N-VA) |                    |              | 2 (VB)             | 22     | 90,4 %      |
| Bulgarien              | 5 (GERB) 1 (SDS)              | 4 (BSP)           | 3 (DPS) 2 (NDSV)    |                  |                               |                    |              | 2 (Ataka)          | 17     | 39,0 %      |
| Dänemark               | 1 (C)                         | 4 (A)             | 3 (V)               |                  | 2 (F)                         | 1 (N)              | 2 (O)        |                    | 13     | 59,5 %      |
| Deutschland            | 34 (CDU) 8 (CSU)              | 23 (SPD)          | 12 (FDP)            |                  | 14 (Grüne)                    | 8 (Linke)          |              |                    | 99     | 43,3 %      |
| Estland                | 1 (IRL)                       | 1 (SDE)           | 1 (RE) 2 (KE)       |                  | 1 (unabh.)                    |                    |              |                    | 6      | 43,9 %      |
| Finnland               | 3 (Kok.) 1 (KD)               | 2 (SDP)           | 3 (Kesk.) 1 (SFP)   |                  | 2 (Vihr.)                     |                    | 1 (PS)       |                    | 13     | 40,3 %      |
| Frankreich             | 24 (UMP) 3 (NC) 2 (LGM)       | 14 (PS)           | 6 (MoDem)           |                  | 14 (EE)                       | 4 (FG) 1 (PCR)     | 1 (Libertas) | 3 (FN)             | 72     | 40,7 %      |
| Griechenland           | 8 (ND)                        | 8 (PASOK)         |                     |                  | 1 (Grüne)                     | 2 (KKE) 1 (SYRIZA) | 2 (LAOS)     |                    | 22     | 52,6 %      |
| Irland                 | 4 (FG)                        | 3 (Lab)           | 3 (FF) 1 (unabh.)   |                  |                               | 1 (SP)             |              |                    | 12     | 57,6 %      |
| Italien                | 29 (PdL) 5 (UdC) 1 (SVP)      | 21 (PD)           | 7 (IdV)             |                  |                               |                    | 9 (LN)       |                    | 72     | 65,1 %      |
| Lettland               | 1 (JL) 2 (PS)                 | 1 (SC)            | 1 (LPP/LC)          | 1 (TB)           | 1 (PCTVL)                     | 1 (SC)             |              |                    | 8      | 53,7 %      |
| Litauen                | 4 (TS-LKD)                    | 3 (LSDP)          | 1 (DP) 1 (LRLS)     | 1 (LLRA)         |                               |                    | 2 (TT)       |                    | 12     | 21,0 %      |
| Luxemburg              | 3 (CSV)                       | 1 (LSAP)          | 1 (DP)              |                  | 1 (Déi Gréng)                 |                    |              |                    | 6      | 90,8 %      |
| Malta                  | 2 (PN)                        | 3 (PL)            |                     |                  |                               |                    |              |                    | 5      | 78,8 %      |
| Niederlande            | 5 (CDA)                       | 3 (PvdA)          | 3 (VVD) 3 (D66)     | 1 (CU)           | 3 (GL)                        | 2 (SP)             | 1 (SGP)      | 4 (PVV)            | 25     | 36,8 %      |
| Österreich             | 6 (ÖVP)                       | 4 (SPÖ)           |                     |                  | 2 (Grüne)                     |                    |              | 3 (Martin) 2 (FPÖ) | 17     | 46,0 %      |
| Polen                  | 25 (PO) 3 (PSL)               | 7 (SLD-UP)        |                     | 15 (PiS)         |                               |                    |              |                    | 50     | 24,5 %      |
| Portugal               | 8 (PSD) 2 (CDS-PP)            | 7 (PS)            |                     |                  |                               | 2 (CDU) 3 (BE)     |              |                    | 22     | 36,8 %      |
| Rumänien               | 10 (PD-L) 3 (UDMR) 1 (unabh.) | 11 (PSD-PC)       | 5 (PNL)             |                  |                               |                    |              | 3 (PRM)            | 33     | 27,7 %      |
| Schweden               | 4 (M) 1 (KD)                  | 5 (SAP)           | 3 (FP) 1 (C)        |                  | 2 (MP) 1 (PP)                 | 1 (V)              |              |                    | 18     | 45,5 %      |
| Slowakei               | 2 (SDKÚ-DS) 2 (KDH) 2 (SMK)   | 5 (Smer-SD)       | 1 (LS-HZDS)         |                  |                               |                    | 1 (SNS)      |                    | 13     | 19,6 %      |
| Slowenien              | 2 (SDS) 1 (N.Si)              | 2 (SD)            | 1 (LDS) 1 (Zares)   |                  |                               |                    |              |                    | 7      | 28,3 %      |
| Spanien                | 23 (PP)                       | 19 (PSOE) 2 (PSC) | 1 (CDC) 1 (PNV)     |                  | 1 (ERC) 1 (ICV)               | 1 (IU)             |              | 1 (UPyD)           | 50     | 46,0 %      |
| Tschechien             | 2 (KDU–ČSL)                   | 7 (ČSSD)          |                     | 9 (ODS)          |                               | 4 (KSČM)           |              |                    | 22     | 28,2 %      |
| Ungarn                 | 14 (Fidesz)                   | 4 (MSZP)          |                     | 1 (MDF)          |                               |                    |              | 3 (Jobbik)         | 22     | 36,3 %      |
| Vereinigtes Königreich |                               | 13 (Lab)          | 11 (LD)             | 25 (Con) 1 (UUP) | 2 (Greens) 2 (SNP) 1 (PC)     | 1 (SF)             | 13 (UKIP)    | 2 (BNP) 1 (DUP)    | 72     | 34,7 %      |
| Zypern                 | 2 (DISY)                      | 1 (EDEK) 1 (DIKO) |                     |                  |                               | 2 (AKEL)           |              |                    | 6      | 59,4 %      |
| Fraktion               | EVP                           | S&D               | ALDE                | ECR              | Grüne/EFA                     | GUE-NGL            | EFD          | Fraktionslos       | gesamt | Beteiligung |

Für den Fall, dass der Vertrag von Lissabon und die damit verbundene Neuverteilung der Mandate auf die Länder während der Legislaturperiode in Kraft treten würden, wurden vor der Wahl bestimmte Vereinbarungen getroffen: Diejenigen Länder, die durch den Vertrag von Lissabon Sitze hinzugewinnen, würden diese dann ab Inkrafttreten des Vertrages zusätzlich entsenden können; Deutschland, das als einziges Land Sitze verliert, würde diese jedoch bis zur Europawahl 2014 behalten können. Nach einer Vereinbarung des Europäischen Rates Ende 2008 sollten die zusätzlichen Europaabgeordneten jedoch zunächst kein Stimmrecht besitzen, sondern lediglich als Beobachter im Parlament tätig sein. Erst durch ein weiteres Protokoll des Europäischen Rates, das dann durch alle Mitgliedstaaten ratifiziert werden müsste, sollten sie vollberechtigte Mitglieder des Parlaments werden.
Unklar blieb zunächst, nach welchem Modus die zusätzlichen Mitglieder ernannt würden. In den meisten Staaten mit nur einem landesweiten Wahlkreis war die Zuteilung über die nationalen Wahllisten ohne Weiteres möglich; in anderen Ländern, etwa Frankreich und den Niederlanden, kam es jedoch zu Streitigkeiten über die Zuteilung der zusätzlichen Sitze. Problematisch war zudem, dass die Vereinbarung des Europäischen Rates noch weitere Möglichkeiten der Nachnominierung, etwa eine Ad-hoc-Nachwahl oder die Ernennung der zusätzlichen Abgeordneten durch die nationalen Parlamente, in Aussicht stellte. Die nationalen Konflikte über die Ernennung der zusätzlichen Abgeordneten bewirkten, dass auch nach der Ratifizierung des Vertrags von Lissabon zunächst unklar war, wann die zusätzlichen Abgeordneten ihre Arbeit im Parlament aufnehmen würden.
Nach den Ergebnissen der Europawahl würde die Fraktion der EVP acht Sitze hinzugewinnen, die S&D vier bis fünf, Grüne/EFA zwei bis drei, ECR einen, dazu kämen zwei weitere fraktionslose Abgeordnete.
| FraktionLand           | EVP            | S&D      | ALDE | ECR     | Grüne/EFA       | GUE-NGL | EFD | Fraktionslos | gesamt |
| ---------------------- | -------------- | -------- | ---- | ------- | --------------- | ------- | --- | ------------ | ------ |
| Europäische Union      | 8              | 5        |      | 1       | 2               |         |     | 2            | 18     |
| Bulgarien              | 1 (DSB für SK) |          |      |         |                 |         |     |              | 1      |
| Frankreich             | 1 (UMP)        |          |      |         | 1 (EELV für EE) |         |     |              | 2      |
| Italien                | 1 (UdC)        |          |      |         |                 |         |     |              | 1      |
| Lettland               | 1 (PS)         |          |      |         |                 |         |     |              | 1      |
| Malta                  |                | 1 (PL)   |      |         |                 |         |     |              | 1      |
| Niederlande            |                |          |      |         |                 |         |     | 1 (PVV)      | 1      |
| Österreich             |                | 1 (SPÖ)  |      |         |                 |         |     | 1 (BZÖ)      | 2      |
| Polen                  | 1 (PSL)        |          |      |         |                 |         |     |              | 1      |
| Slowenien              | 1 (SDS)        |          |      |         |                 |         |     |              | 1      |
| Spanien                | 1 (PP) 1 (UDC) | 2 (PSOE) |      |         |                 |         |     |              | 4      |
| Schweden               |                | 1 (SAP)  |      |         | 1 (PP)          |         |     |              | 2      |
| Vereinigtes Königreich |                |          |      | 1 (Con) |                 |         |     |              | 1      |
| Fraktion               | EVP            | S&D      | ALDE | ECR     | Grüne/EFA       | GUE-NGL | EFD | Fraktionslos | gesamt |

## Wahlfolgen
Das Wahlergebnis machte die vor den Wahlen von der ELDR-Spitze geäußerte Hoffnung auf eine stabile Zwei-Parteien-Koalition mit EVP oder SPE zunichte, da nach wie vor nur EVP und SPE als Zweierbündnis eine Mehrheit im Parlament besitzen. Allerdings wurde auch die „Große Koalition“ in den Tagen nach der Wahl in Frage gestellt, als der SPE-Fraktionsvorsitzende Martin Schulz ankündigte, eine erneute Amtszeit des christdemokratischen Kommissionspräsidenten José Manuel Barroso abzulehnen. Stattdessen würden die Sozialdemokraten eine mögliche Kandidatur des liberalen ehemaligen belgischen Premierministers Guy Verhofstadt unterstützen. Auch aus der Europäischen Grünen Partei sowie der liberalen Europaparlamentsfraktion ALDE wurde Barroso abgelehnt und Unterstützung für Verhofstadt geäußert. Verhofstadt selbst äußerte sich allerdings nicht dazu und übernahm stattdessen wenig später den ALDE-Fraktionsvorsitz.
Obwohl der Europäische Rat auf seinem Junigipfel kurz nach den Wahlen Barroso für eine erneute Kommissionspräsidentschaft nominierte, verschob das Parlament die Abstimmung über seine Bestätigung auf den September 2009. Nachdem Barroso während des Sommers in einem programmatischen Papier auf die Forderungen der liberalen und sozialdemokratischen Abgeordneten eingegangen war, wurde er schließlich am 16. September 2009 vom Parlament in geheimer Wahl wiedergewählt. Er hatte dabei die erklärte Unterstützung von EVP, ALDE und ECR sowie von den spanischen und portugiesischen Abgeordneten der S&D. Die Mehrzahl der S&D-Abgeordneten enthielt sich; Grüne/EFA, GUE/NGL und EFD stimmten mehrheitlich gegen Barroso. Nach der Ratifizierung des Vertrags von Lissabon im November 2009 wurden die weiteren Mitglieder der Kommission Barroso II nominiert.
Auch das Amt des Parlamentspräsidenten war nach den Wahlen zunächst umstritten, da es zum einen innerhalb der EVP zwei verschiedene Kandidaten (den Italiener Mario Mauro und den Polen Jerzy Buzek) gab und zum anderen aufgrund des Konflikts um Barroso weder S&D noch ALDE ohne Weiteres zu einer Wahl des EVP-Kandidaten bereit waren. In der ALDE-Fraktion hielt Graham Watson zunächst noch seinen eigenen, vor den Wahlen geäußerten Anspruch auf das Amt aufrecht und gab ihn erst im Verlauf der Verhandlungen zwischen den Fraktionsspitzen auf. Letztlich einigten sich die Vorsitzenden der drei größten Fraktionen EVP, S&D und ALDE darauf, dass Jerzy Buzek in der ersten Hälfte der Legislaturperiode die Parlamentspräsidentschaft übernehmen und ab 2012 von einem Sozialdemokraten abgelöst werden würde. Buzek wurde am 14. Juli 2009 gewählt.